# Жиганов Назіб Гаязович
Назіб Гаязович Жиганов (тат. Нәҗип Гаяз улы Җиһанов, Nəcip Ğayaz uğlı Cihanov; 2 січня 1911, Уральськ — 2 червня 1988, Уфа) — радянський татарський композитор, педагог, громадський діяч.
Має звання:
- Народний артист СРСР (1957)
- Герой Соціалістичної Праці (1981)
- Лауреат двох Сталінських премій другого ступеня (1948, 1950)
- Лауреат Державної премії СРСР (1970).

Автор 16 симфоній, 8 опер, 3 балетів, численних творів камерної, вокальної, інструментальної та програмної музики.

## Біографія
Народився 2 січня 1911 року в Уральську (нині — адміністративний центр Західно-Казахстанської області Республіки Казахстану).
Рано осиротів, виховувався в дитячому будинку. У 1928 році приїхав в Казань, де жила його сестра Фаїза, з наміром вступити в музичний технікум. Музиці почав навчатися ще в Уральську, в дитячому будинку. Його першою вчителькою була випускниця Санкт-Петербурзької консерваторії Свєтчина (прізвище дається за його спогадами). У Казані брав уроки у Н. А. Шеваліної. У 1929 році вступив до Східного музичного технікума (з 1904 і з 1936 — Казанське музичне училище), але невдало. Займався з викладачами технікуму — по класу фортепіано вчився у М. А. П'ятницької, по класу віолончелі — у Р. Л. Полякова. У 1931 році, за порадою композитора А. С. Ключарьова поїхав в Москву, де вступив в Обласний музичний технікум (нині Академічне музичне училище при Московській державній консерваторії імені П. І. Чайковського), який закінчив у 1935 році, потім — на третій курс консерваторії, де навчався в класі композиції Г. І. Літинського. У 1937 році під час відкриття Державної філармонії Татарської АРСР було виконано його Першу симфонію, перший татарський твір у цьому жанрі. Закінчивши консерваторію в 1938 році, повернувся до Казані.
У 1943 році був призначений художнім керівником Татарського театру опери і балету (нині — імені М. Джаліля), на відкритті якого в 1939 році виконувався дипломний твір композитора — опера «Качкин».
У 1944 році звернувся з пропозицією до Ради Міністрів Татарської АРСР створити в Казані консерваторію. Розпорядженням Ради Міністрів СРСР від 13 квітня 1945 року було створено Казанську державну консерваторію республіканського (РРФСР) підпорядкування. У червні 1945 року був призначений її директором (викладав оркестровку, з 1953 року — професор). Беззмінно керував консерваторією як ректор понад 40 років до кінця життя.
З 1939 по 1977 рік очолював Союз композиторів Татарської АРСР. Делегат першого з'їзду Спілки композиторів СРСР (1948), на якому обрано членом його правління. У 1957 році на другому з'їзді обрано секретарем правління. Беззмінно займав цей пост з 1962 по 1988 рік. У 1960 році обраний членом правління Союзу композиторів РРФСР. З 1952 року входив до складу Республіканського Комітету боротьби за мир, з 1958 — член Комітету з Державних премій Татарської АРСР імені Г. Тукая. З 1961 по 1988 рік — член Комітету з Ленінських і Державних премій при Раді Міністрів СРСР. Депутат Верховної Ради Татарської АРСР 8-9 скликань, Верховної Ради РРСР 2-54 скликань, Верховної Ради СРСР 7-го скликання (1966—1970). Член ВКП (б) з 1944 року.
Н. Жиганов — один з основоположників професійного татарського музичного мистецтва. Практично всі нині функціонують установи і організації музичної культури Татарстану (Казанська консерваторія (нині академія), Татарський академічний державний театр опери і балету ім. М. Джаліля, Державний симфонічний оркестр Татарстану, Спілка композиторів республіки, середня спеціальна музична школа (нині ліцей при консерваторії) створювалися за його безпосередньої участі. Автор 8 опер, 3 балетів, багатьох симфоній і камерних творів. У його творах гармонійно поєднуються національний колорит і традиції російської і європейської музичної спадщини.

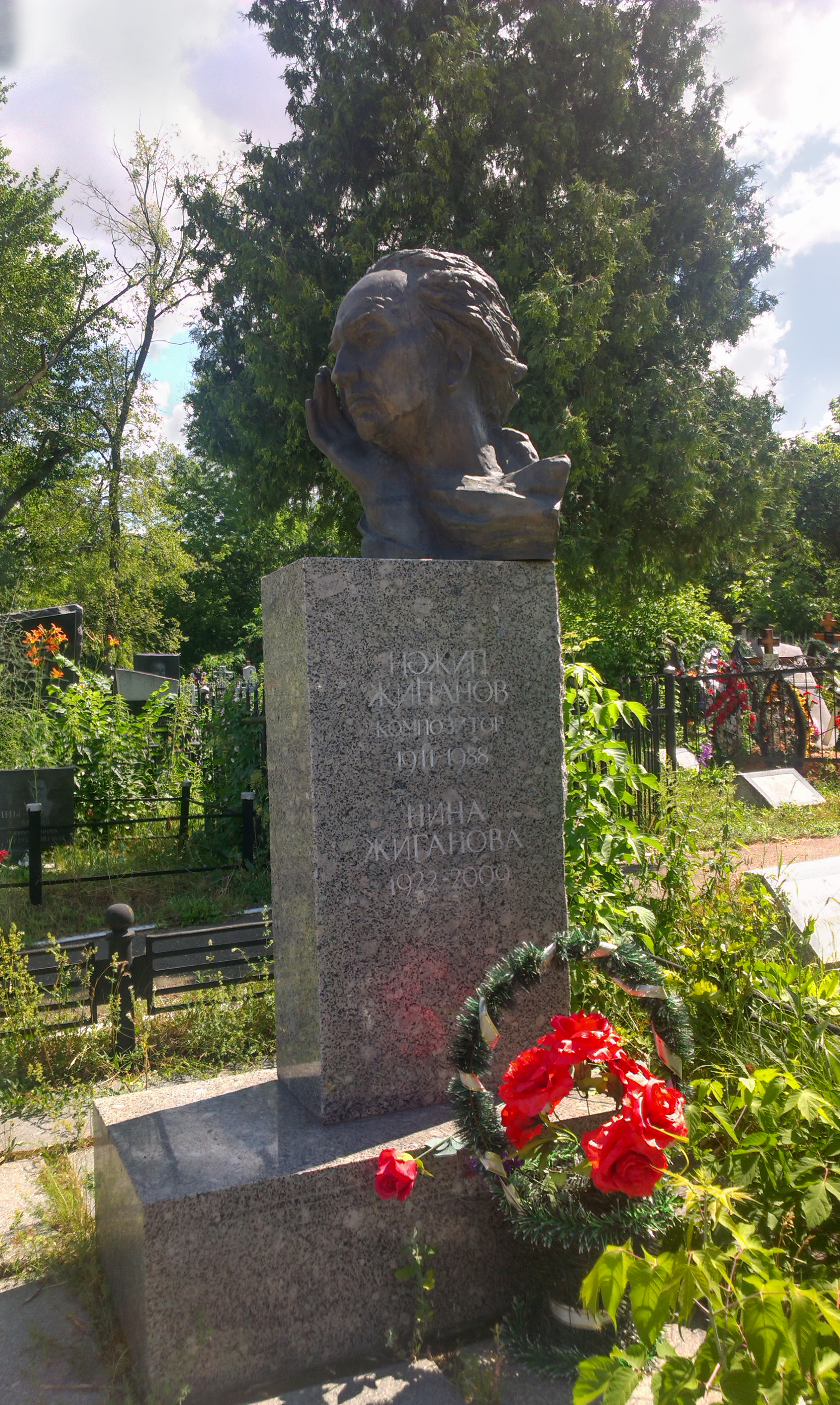

Автор статей з актуальних питань радянської музичної творчості.
Раптово помер 2 червня 1988 року в Уфі після концертного виконання нової редакції опери «Джаліль» у рамках проведення Днів літератури і мистецтва Татарії в Башкирській АРСР. Похований на Арському кладовищі в Казані.

## Звання та нагороди
- Герой Соціалістичної Праці (1981)
- Заслужений діяч мистецтв Татарської АРСР (1939)
- Заслужений діяч мистецтв РРФСР (1940)
- Народний артист СРСР (1957)
- Заслужений діяч мистецтв Чуваської АРСР (1961)[5]
- Сталінська премія другого ступеня (1948) — за оперу «Алтинчач» (1941)
- Сталінська премія другого ступеня (1950) — за «Сюїту на татарські теми» для симфонічного оркестру
- Державна премія СРСР (1970) — за симфонію «Сабантуй» (1968)
- Державна премія Татарської АРСР ім. Г. Тукая — за оперу «Джаліль» (1958)
- Два ордена Леніна (1950, 1981)
- Орден Трудового Червоного Прапора (1971)
- Два ордена «Знак Пошани» (1945, 1959)
- Медаль «За доблесну працю у Великій Вітчизняній війні 1941—1945 рр.» (1946)
- Медалі

## Основні твори
Опери
- «Качкин» («Втікач»; 1939)
- «Ірек» («Свобода»; 1940)
- «Алтинчеч» («Золотоволоска»; 1941)
- «Поет»; (1947)
- «Ільдар»; (1942, 2-а ред. — «Дорога перемоги», 1954)
- «Тюляк» (1945, 2-а ред.- «Тюляк і Су-Слу», 1967)
- «Намус» («Честь», 1950)
- «Джаліль» (1957)

Балети
- «Фатих» (1943)
- «Зюгра» (1946)
- «Дві легенди» («Зюгра і Нжері»; 1970)

Для оркестру
- Симфонія № 1 (1973)
- Симфонія № 2 «Сабантуй» (1968)
- Симфонія № 3 «Лірична» (1971)
- Симфонія № 4 (1973)
- Симфонія № 5 (1974)
- Симфонія № 6 (1975)
- Симфонія № 7 (1976)
- Симфонія № 8 (1977)
- Симфонія № 9 (1978)
- Симфонія № 10 (1979)
- Симфонія № 11 (1980)
- Симфонія № 12 (1981)
- Симфонія № 13 (1982)
- Симфонія № 14 (1983)
- Симфонія № 15 (1984)
- Симфонія № 16 (1985)
- Симфонічна поема «Кирлай» (1946)
- Сюїта на татарські теми (1949)
- Симфонічні новели (1964)
- Симфонічні пісні (1965)
- Увертюра-поема «Нафиса» (1952)

Вокально-симфонічні
- Кантата «Республіка моя» (1960)
- Кантата «Здрастуй, Москва!» (1980)

Для фортепіано
- Сонатина (1935)
- Сюїта в 5 частинах (1963)
- Цикл «Замальовки» (1975)
- «П'ять п'єс для фортепіано»
- «Альбом фортепіанних п'єс для дітей»
- «Матюшинські ескізи»
- «12 замальовок» і ін.

Інше
- Пісні (в тому числі «Знову запахло бузком» (слова А. Ерікеєва, 1956), «Завжди так» (слова С. Хакіма), «Рідній землі» (слова 3. Нурі), «Народу російському привіт» (слова А. Ерікеєза), «З Леніним серце говорить» (слова С. Хаіша), «В цьому партійність моя» (слова А. Акдріцою), «Очікування» (слова Б. Старчікова, 1964), «Живуть на світі казки» (слова М . Тазетдінова, 1966), цикл «Я співаю, щоб світ був світлий»), романси, обробки народних пісень — усього близько 100, музика до кінофільму «Радянська Татарія».

## Пам'ять
- У 2001 році Казанській державній консерваторії присвоєно ім'я композитора.
- У 2001 році в будинку, де останні 18 років жив композитор, стараннями його вдови — Ніни Жиганової за сприяння Президента Татарстану М. Шаймієва відкрито меморіальний музей-квартира Назіба Жиганова, розташований за адресою вул. Мала Червона, буд. 14, кв. 11.
- У червні 2006 року на будинку, де жив композитор, встановлено меморіальну дошку.
- У гімназії № 93 Радянського району Казані є музей Н. Г. Жиганова.
- Ім'я композитора присвоєно одній з малих планет (1997).
- Одна з вулиць Радянського району Казані носить ім'я композитора.